# Beginnings
Beginnings es el álbum debut de la banda de rock británica Ambrose Slade, antes de que ganaran reconocimiento comercial bajo el nombre de Slade. Fue publicado el 9 de mayo de 1969, pero no pudo ingresar en las listas de éxitos. En los Estados Unidos fue publicado con el nombre de Ballzy. En su mayoría está compuesto por versiones de otros artistas como Steppenwolf, The Amboy Dukes, The Beatles y Frank Zappa.

## Lista de canciones
1. "Genesis"
2. "Everybody's Next One"
3. "Knocking Nails into My House"
4. "Roach Daddy"
5. "Ain't Got No Heart"
6. "Pity the Mother"
7. "Mad Dog Cole"
8. "Fly Me High"
9. "If This World Were Mine"
10. "Martha My Dear"
11. "Born to Be Wild"
12. "Journey to the Center of the Mind"

## Créditos
- Noddy Holder - voz, guitarra
- Dave Hill - guitarra
- Jim Lea - bajo
- Don Powell - batería